# Silvia De Santis
Silvia De Santis (Roma, 14 ottobre 1973) è un'attrice e filologa italiana.

## Biografia
Laureata a Roma, ha conseguito il dottorato di ricerca in Filologia romanza all'università La Sapienza.
Come attrice, ha preso parte ad alcune co-produzioni internazionali per il cinema ed è stata attiva anche in TV, dove è apparsa in serie televisive di successo come Distretto di Polizia e Squadra antimafia - Palermo oggi.

## Filmografia

### Cinema
- Cronache del terzo millennio, regia di Francesco Maselli (1996)
- Artemisia. Passione estrema, regia di Agnès Merlet (1997)
- Vuoti a perdere, regia di Massimo Costa (1999)
- Una lunga lunga lunga notte d'amore, regia di Luciano Emmer (2001)
- Alexandreia, regia di Maria Ilioù (2001)
- I Am David, regia di Paul Feig (2003)
- Corrispondenza d'amore, regia di Jan Sardi (2004)
- 13dici a tavola, regia di Enrico Oldoini (2004)
- Retrograde, regia di Christopher Kulikowski (2004)
- The Shadow Dancer, regia di Brad Mirman (2005)
- L'educazione fisica delle fanciulle, regia di John Irvin (2005)
- Gli eroi di Podrute, regia di Mauro Curreri (2006)
- Milano Palermo - Il ritorno, regia di Claudio Fragasso (2007)
- Bastardi, regia di Federico Del Zoppo e Andres Alce Meldonado (2008)
- Imago mortis, regia di Stefano Bessoni (2009)
- Boogie Woogie, regia di Andrea Frezza (2009)
- Nostos, regia di Alessandro D'Ambrosi e Santa De Santis (2011) - cortometraggio
- Ti ho cercata in tutti i necrologi, regia di Giancarlo Giannini (2012)
- The Young Messiah, regia di Cyrus Nowrasteh (2013)

### Televisione
- Il maresciallo Rocca 2 - Episodio: Un maledetto incastro - regia di Giorgio Capitani (1998)
- Ritornare a volare - film TV - regia di Ruggero Miti (1998)
- Il compagno, regia di Citto Maselli - film TV (1999)
- Ultimo - La sfida - regia di Michele Soavi (1999)
- Premier de cordée - regia di Pierre-Antoine Hiroz e Édouard Niermans (1999)
- La Bicicletta blu - miniserie TV - regia di Thierry Binisti (2000)
- Uno bianca - regia di Michele Soavi (2001)
- Distretto di Polizia 2, serie TV, regia di Antonello Grimaldi - serie TV, episodi 2x19 e 2x20 (2001)
- In love and War - regia di John Kent Harrison (2001)
- Distretto di Polizia - serie TV (2002-2006)
- My House in Umbria - regia di Richard Loncraine (2003)
- L'onore e il rispetto - regia di Salvatore Samperi (2006)
- Squadra antimafia - Palermo oggi - serie TV (2009)